# Faceless Hunters
I Faceless Hunters (dall'inglese, "Cacciatori senza volto") sono una razza aliena immaginaria nell'Universo DC. Uno di loro comparve in Strange Adventures n. 124 (gennaio 1964), e fu creato da Gardner Fox e Mike Sekowsky.

## Storia di pubblicazione
Le tre razze di Ma'aleca'andra (Marte) sono direttamente responsabili per le colonie H'ronmeerca'andriane sulle lune di Saturno. I Saturniani Rossi e i Saturniani Bianchi discendevano da una sottoclasse di cloni creati dai Marziani Verdi, antenati di Martian Manhunter.
I Marziani Gialli potrebbero aver colonizzato la subatomica "luna di Saturno" di Klaramar, casa dei Faceless Hunters. Tutti gli Hunters avevano la pelle arancione, orecchie a punta, una totale mancanza dei segni distintivi del volto, e sono alti almeno 2,70 m. Come i vari sottogruppi marziani e i loro compagni Saturniani e Klaramariani sono telepati.

## Biografia dei personaggi

### Pre-Crisi
Chun Yull ottenne l'attenzione pubblica nel 1961, dopo aver fallito il tentativo di conquistare la Terra. I continui tentativi di conquistare la Terra venivano sempre vanificati da Klee Pan, un Manhunter Klaramariano, con l'aiuto dei poliziotti autostradali Bob Colby e Jim Boone. Infine, Pan ricompensò Colby e Boone donandoli di limitati poteri telepatici. Dopo quest'ultima sconfitta da parte di Klee Pan, Chun Yull fu imprigionato all'interno delle ineluttabili Sfere di Luce per tre decenni foin quando non fu trovato e liberato da Enchantress.
Insieme ad altri criminali come Yggardis il Pianeta Vivente, Atom Master, Kraklow il Mistico, Vandal Savage, Mister Poseidon, ed Ultivac, Chun Yull ed Enchantress formarono un'organizzazione criminale chiamata Forgotten Villains. I Forgotten Villains furono ripetutamente sconfitti dai loro opposti, i Forgotten Heroes, e infine furono anche incarcerati.
Chun Yull ricomparve brevemente durante Crisi sulle Terre infinite come membro dell'armata di criminali di Lex Luthor e Brainiac.

### Post-Crisi
Il moderno Chun Yull comparve per la prima volta mentre combatteva la Young Justice sull'isola della nazione di Zandia (come visto in Young Justice n. 50). In Green Lantern vol. 4 n. 15, lui ed un suo compagno Faceless Hunter presero controllo sulle menti di numerosi Guardiani del Globo, nel tentativo fallito di intrappolare la Lanterna Verde Hal Jordan.

## Poteri e abilità
- Sia Chun Yull che Klee Pan possiedono una grande forza e possiedono entrambi l'abilità di assorbire i materiali o le proprietà energetiche di tutto ciò che toccano e tali proprietà vengono proiettate esplosivamente. I Klaramariani sono anche più alti degli umani, sebbene la loro taglia fu raffigurata e descritta incostantemente.
- La maggior parte dei Klaramariani sono telepati. Klee Pan mostrò l'abilità di trasferire una limitata quantità del suo potere ad alcuni umani meritevoli.
- I Faceless Hunters odierni dimostrarono l'abilità di rimpicciolirsi alla taglia microscopica. Possiedono anche l'accesso ad una tecnologia aliena estremamente avanzata.
- I Klaramariani potrebbero essere i discendenti dei Marziani Gialli, una delle tre specie note di Marziani nell'Universo DC.